# Aqua Anio Vetus

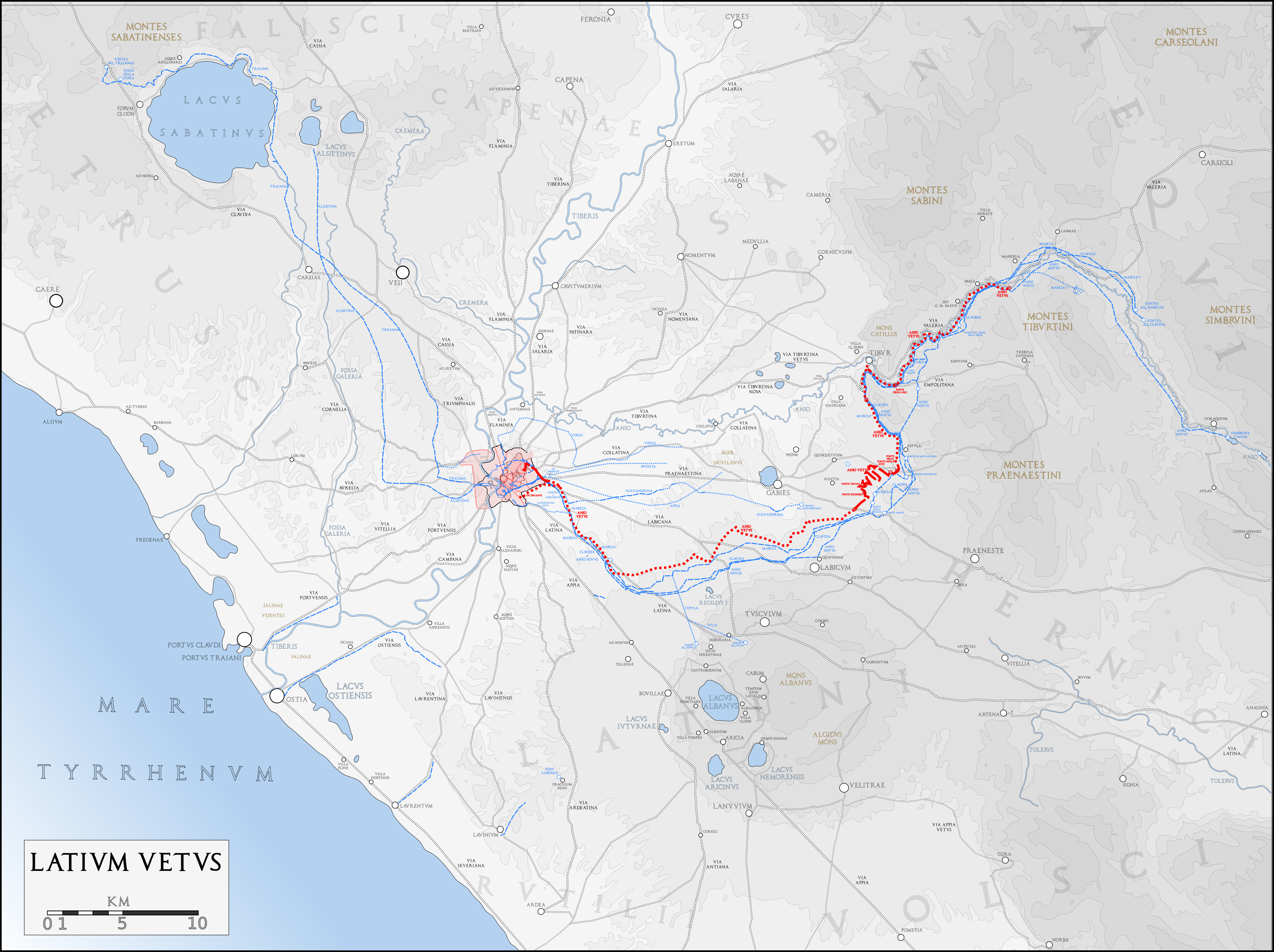
Rota do Aqua Anio Vetus

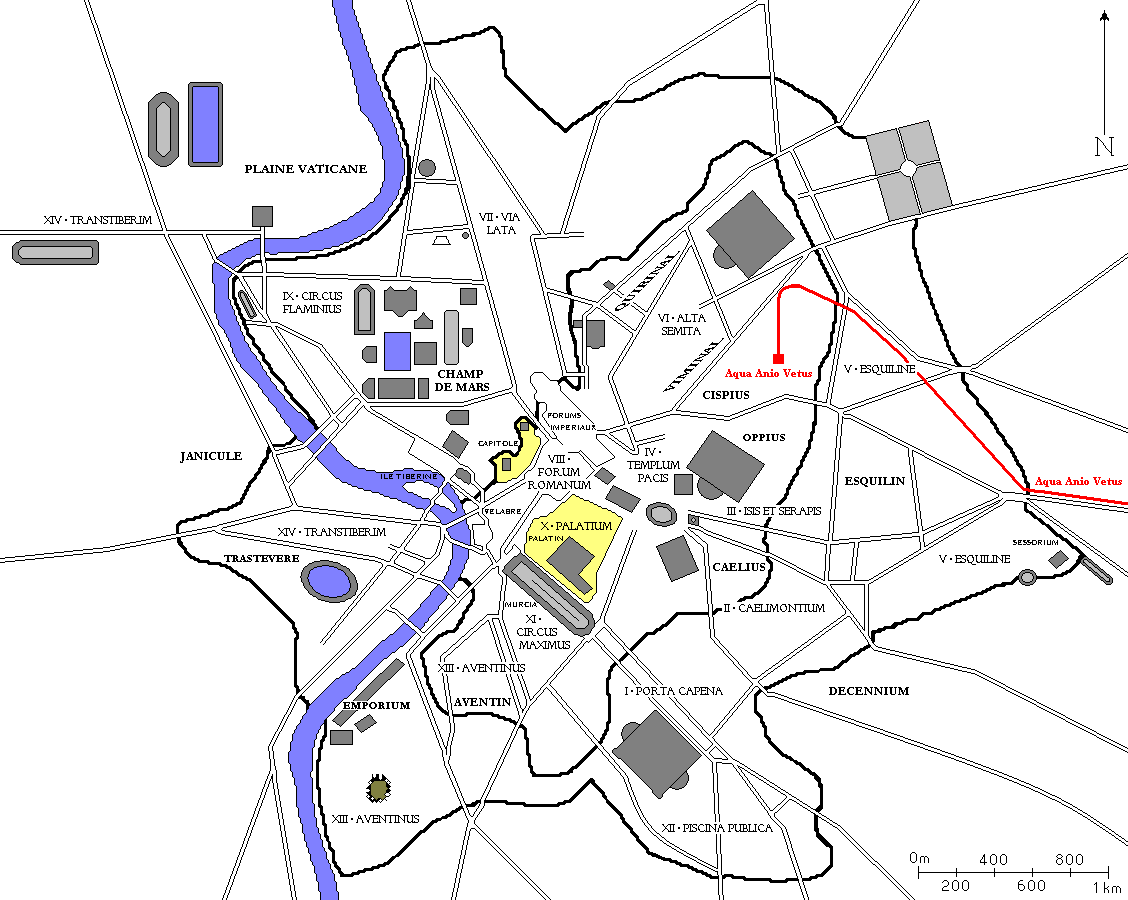
Terminus do Anio Vetus em Roma

O Aqua Anio Vetus era um antigo aqueduto romano e o segundo mais antigo depois do Aqua Appia . Foi encomendado em 272 a.C. e financiado por tesouros apreendidos de Pirro do Épiro . O seu fluxo era mais do que o dobro do Aqua Appia, e ele entrava na cidade de Roma em arcos elevados, fornecendo água para elevações mais altas da cidade.
A sua construção era ambiciosa, pois era quatro vezes mais longa que o Appia e a sua nascente muito mais alta. Era claramente uma obra-prima da engenharia, especialmente considerando a sua data inicial e complexidade de construção.
Foi o primeiro a tirar água do vale do Anio, daí o seu nome.